# Bryden Macpherson
Bryden Macpherson (7 augustus 1990) is een Australisch golfer.

## Amateur
Bryden Macpherson is lid van de Peninsula Country Golf Club. Hij studeert sinds 2009 aan de universiteit van Georgia en speelt golf voor de Bulldogs.

In 2010 kwalificeerde hij zich voor het Brits amateurkampioenschap en werd hij 3de in het Dogwood Amateur. In 2011 won de 20-jarige speler het Brits Amateur door Michael Stewart in de finale met 3&2 te verslaan. Hiermee kwalificeerde hij zich voor het volgende Brits Open  en de volgende Masters (als hij amateur blijft). De laatste Australische winnaar van het Brits Amateur was Doug Bachli in 1954.
In de week voor het Brits Open is hij uitgenodigd voor het Schots Open.

### Gewonnen
- 2009: Kampioenschap Strokeplay in Australië en Nieuw-Zeeland
- 2010: Brits amateurkampioenschap

## Professional
Na de Masters van 2010 werd Bryden professional. Bryden won in 2015 twee toernooien en de Order of Merit van de PGA Tour China.

### Gewonnen
PGA China Tour
- 2015: Cadillac Championship, Lushan Open